# Operazione Ikarus
L'operazione Ikarus, (in tedesco: Unternehmen Ikarus, in inglese: Operation Ikarus) fu un piano d'invasione tedesco dell'Islanda, pianificata nel 1940 durante la seconda guerra mondiale.

## Il piano d'attacco
La 163ª divisione di fanteria tedesca doveva imbarcarsi sulle navi Bremen ed Europa dal porto di Tromsø in Norvegia con: un battaglione di panzer, una compagnia blindata di ricognizione più un battaglione di artiglieria mobile per sbarcare a Reykjavík.

## L'annullamento dell'operazione
L'operazione non venne mai realizzata in ragione del ritardo dell'operazione Seelöwe e l'isola venne invece occupata dalle forze britanniche il 10 maggio 1940 durante l'operazione Fork.